# C/2012 K1 (PANSTARRS)
C/2012 K1 (PANSTARRS) — комета из облака Оорта, обладающая ретроградным движением. Была открыта 17 мая 2012 года системой телескопов Pan-STARRS на острове Мауи, Гавайи. В момент открытия находилась на расстоянии 8,7 а.е. от Солнца, видимая звёздная величина составляла 19,7.
В 2014 году комета являлась объектом Северного полушария. В конце апреля 2014 года видимая звёздная величина составила ~8,8, благодаря чему комета стала доступной для наблюдения в небольшой телескоп или бинокль. В июне и июле 2014 года комета находилась вблизи серповидного астеризма в созвездии Льва. 2 июля 2014 года комета достигла видимой звёздной величины 7,9.
С 12 июля 2014 года по 6 сентября 2014 года элонгация кометы составляла менее 30 градусов от Солнца. Комета прошла перигелий 27 августа 2014 года, расстояние от Солнца в перигелии составило 1,05 а.е. 15 сентября 2014 года комета пересекла небесный экватор, после чего стала объектом Южного полушария.
Наибольшего значения блеска комета достигла в середине октября 2014 года: видимая звёздная величина достигла 6,9, элонгация составила около 75 градусов. Комета была доступна для наблюдения в небольшие телескопы и бинокли.